# شوروود (مینه‌سوتا)
شوروود (به انگلیسی: Shorewood) شهری در شهرستان هنپین ایالت مینه‌سوتا در کشور ایالات متحده آمریکا است که جمعیت آن در سرشماری سال ۲۰۱۰ میلادی، ۷۳۰۷ نفر بوده‌است.